# Chiesa di San Vigilio (Cortaccia sulla Strada del Vino)
La chiesa di San Vigilio è la parrocchiale di Cortaccia sulla Strada del Vino, in provincia di Bolzano e diocesi di Bolzano-Bressanone; fa parte del decanato di Caldaro-Termeno.

## Storia

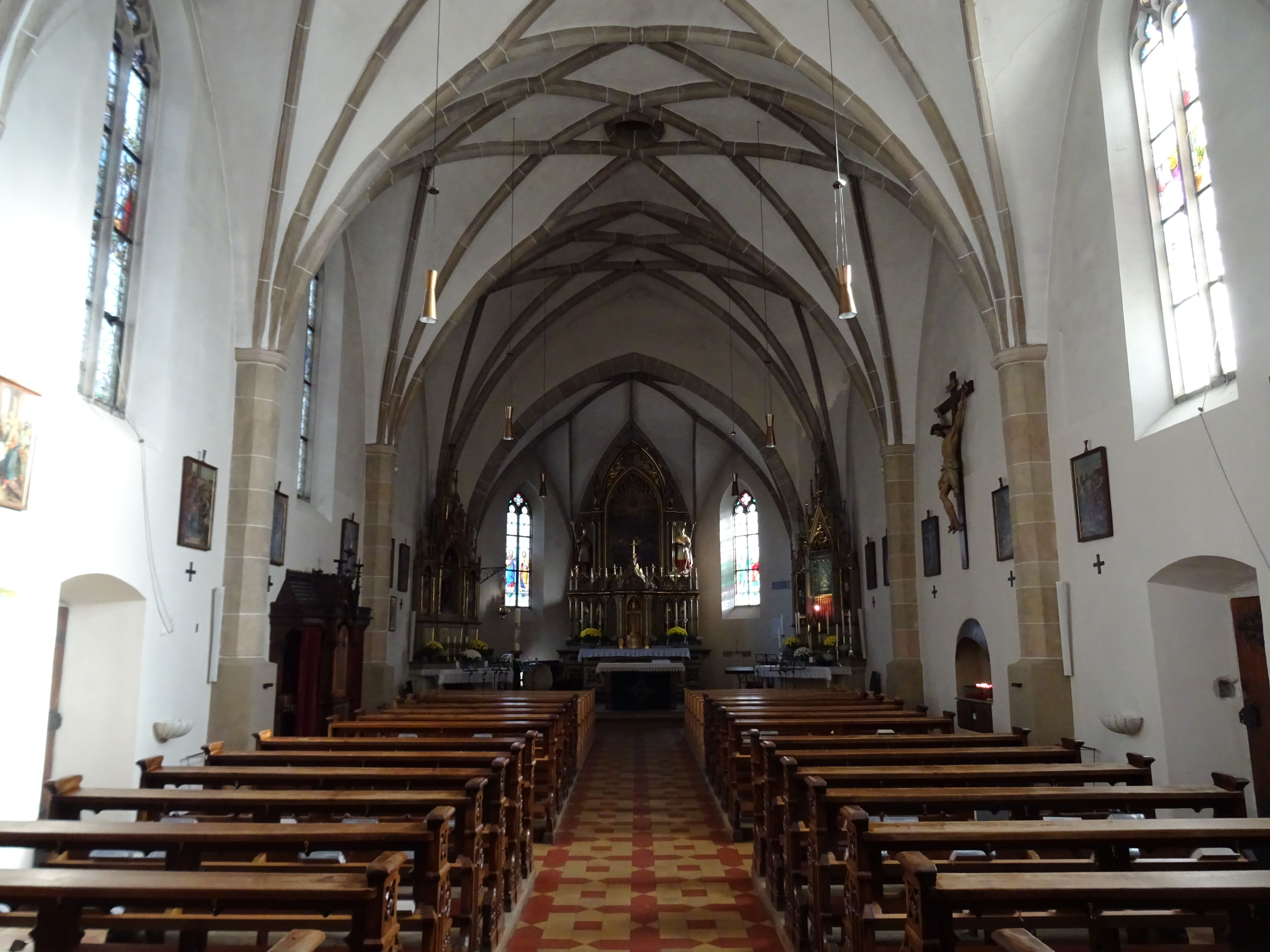
Interno

La primitiva cappella di Cortaccia sulla Strada del Vino fu edificata probabilmente nell'XI secolo, mentre il campanile venne aggiunto nel Duecento; tuttavia, la prima citazione che ne attesta la presenza risale appena al 1337.
La chiesa attuale fu costruita all'inizio del Cinquecento ed eretta a parrocchiale nel 1515.
La sacrestia venne rifatta nel 1677.
La chiesa fu poi ingrandita tra il 1839 e il 1845.

## Descrizione
Opere di pregio conservate all'interno della chiesa, che presenta una volta a reticolo, sono l'altare maggiore del 1850, realizzato in sostituzione del precedente in stile gotico, la pala con soggetto il Martirio di San Vigilio, eseguita da Orazio Giovanelli nel 1635, il fonte battesimale del 1033 e l'immagine della Beata Vergine Addolorata, al centro di un miracoloso fatto avvenuto il 28 novembre 1733, quando un soldato, mentre era in preghiera, notò che dal quadro si originavano lacrime e gocce di sudore. 
Nell'elegante campanile romanico è alloggiato un concerto di 5 campane in Reb3 (Reb3, Mib3, Fa3, Solb3, Lab3) elettrificate a slancio tirolese tutte fuse dalla ditta cremasca d'Adda nel 1921.